# Academia de Știință și Tehnologie AGH
Academia de Știință și Tehnologie AGH (în pl. Akademia Górniczo-Hutnicza im. Stanisława Staszica w Krakowie, mai devreme Akademia Górnicza w Krakowie) este cea mai mare academie tehnică din Polonia, înființată la 8 aprilie 1919.

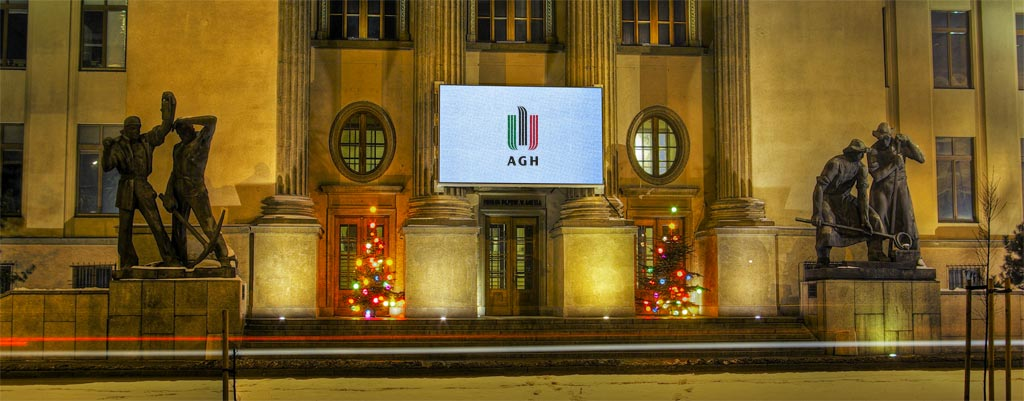
Monumentul minerilor și metalurgiștilor în fața sediului principal

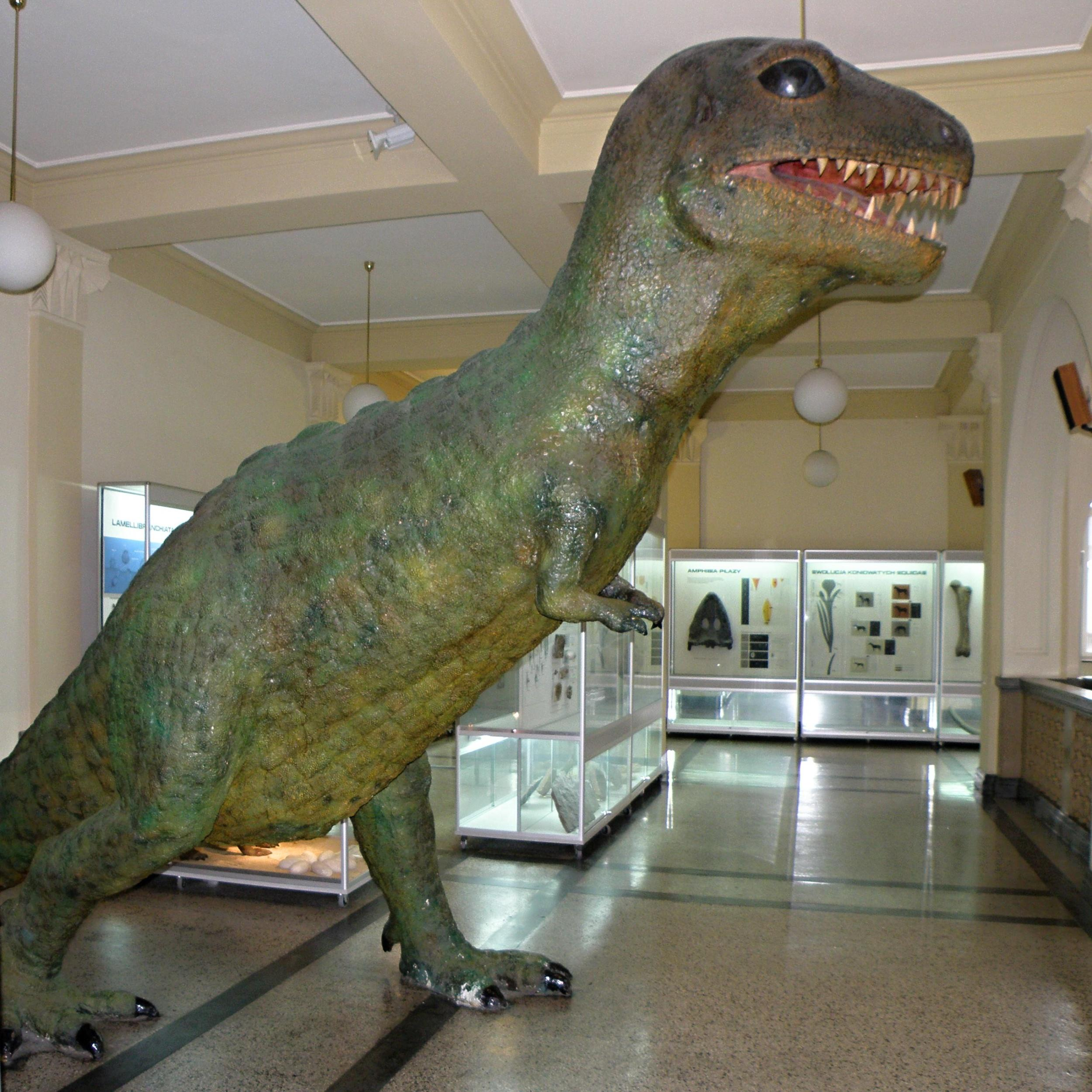
Exponat in blocul A-0

## Structura academiei

### Rectori AGH
- 1919-1922 – Antoni Maria Emilian Hoborski
- 1922-1924 – Jan Studniarski
- 1924-1926 – Jan Krauze
- 1926-1928 – Edmund Chromiński
- 1928-1930 – Stanisław Skoczylas
- 1930-1931 – Henryk Korwin-Krukowski
- 1931-1933 – Zygmunt Bielski-Sariusz
- 1933-1939 – Władysław Takliński
- 1939-1951 – Walery Goetel
- 1951-1956 – Zygmunt Kowalczyk
- 1956-1958 – Witold Budryk
- 1958-1961 – Feliks Olszak
- 1961-1963 – Tadeusz Kochmański
- 1963-1969 – Kiejstut Żemaitis
- 1969-1972 – Jan Anioła
- 1972-1975 – Roman Ney
- 1975-1979 – Henryk Filcek
- 1979-1981 – Roman Ney
- 1981-1987 – Antoni Stanisław Kleczkowski

Vedere spre blocurile C2 și C3 de pe strada Czarnowiejska

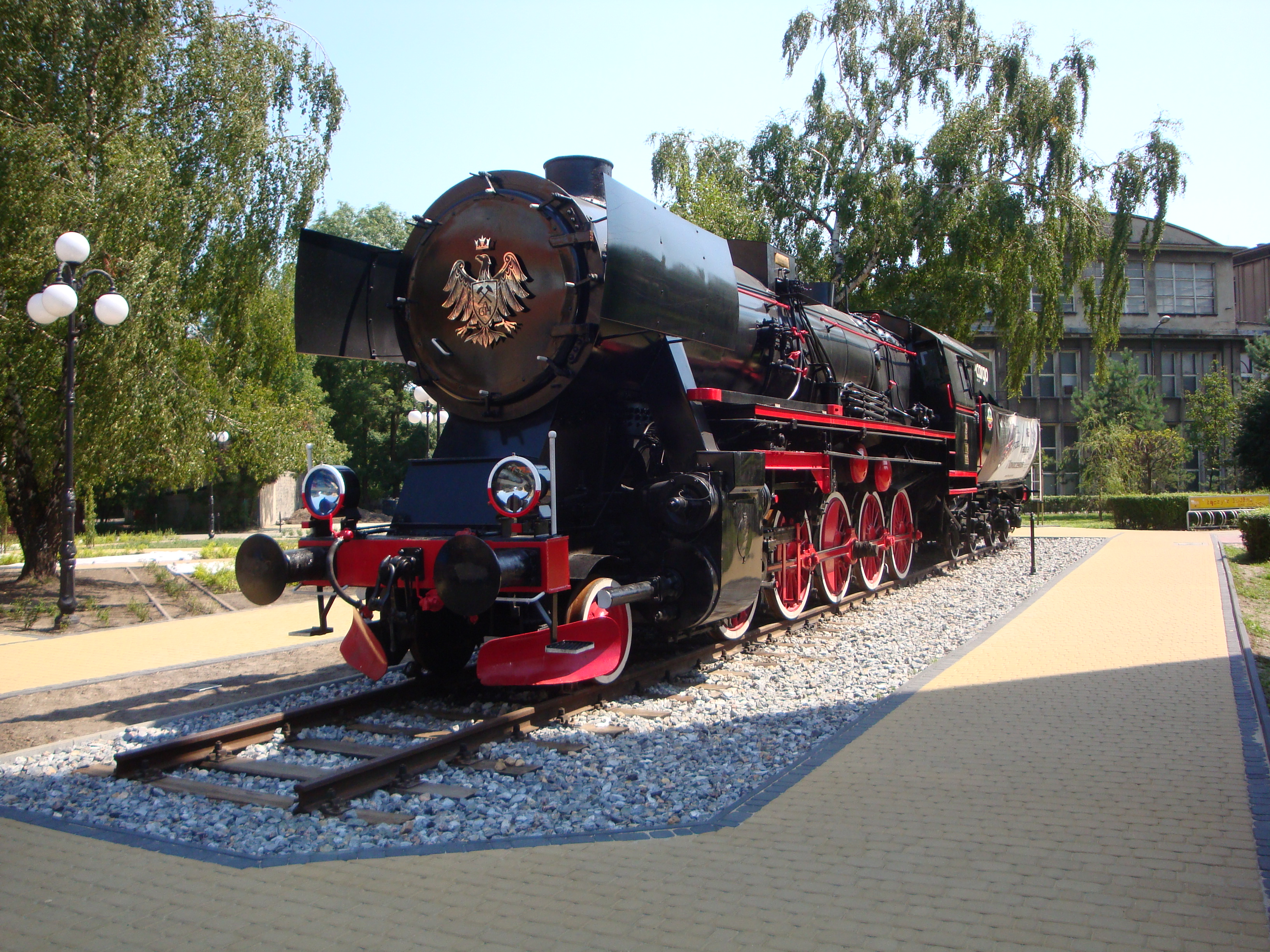
Locomotiva Ty2 pe terenul campusului AGH

- 1987-1993 – Jan Janowski
- 1993-1998 – Tadeusz Słomka
- 1998-2005 – Ryszard Tadeusiewicz
- 2005-2012 – Antoni Tajduś
- 2012-2016 – Tadeusz Słomka
- 2016-2020 – Tadeusz Słomka

### Facultăți
În prezent, Academia de Știință și Tehnologie AGH din Cracovia are un contingent de cca. 33 455 de studenți, care își fac studiile în cadrul facultăților:
- Mine si Geoinginerie (www.gorn.agh.edu.pl Arhivat în 25 mai 2016, la Wayback Machine.)
- Ingineria Metalelor și Informatică Industrială (www.wmiim.agh.edu.pl)
- Electrotehnică, Automatică, Informatică și Inginerie Biomedicală (www.eaiib.agh.edu.pl)
- Informatică, Electronică și Telecomunicații (www.iet.agh.edu.pl
- Ingineria Mecanică și Robotică (www.imir.agh.edu.pl)
- Geologie, Geofizică și Protecția Mediului (www.geol.agh.edu.pl Arhivat în 26 martie 2016, la Wayback Machine.)
- Geodezie minieră și Ingineria Mediului (www.geod.agh.edu.pl)
- Ingineria Materialelor și Ceramicii (www.ceramika.agh.edu.pl)
- Metale neferoase (www.wmn.agh.edu.pl)
- Foraj, petrol și gaze (wnig.agh.edu.pl)
- Management (www.zarz.agh.edu.pl)
- Energie și Combustibili (weip.agh.edu.pl)
- Fizică și Informatică Aplicată (www.fis.agh.edu.pl)
- Matematică Aplicată (www.wms.agh.edu.pl)
- Științe Umaniste (www.wh.agh.edu.pl)

### Fundații
- Fundația pentru AGH
- Fundația Studenților și Absolvenților AGH "Academica"
- Fundația a cântecului și dansului "Krakus"
- Fundația "Odlewnictwo"

## Reviste științifice
- Anuarul AGH "Computer Science"
- Trimestrialul AGH "Opuscula Mathematica"
- Semi-anualul AGH "Electrotehnica si Electronica"
- Semi-anualul AGH "Geodezia"
- Trimestrialul AGH "Geologia"
- Trimestrialul AGH "Minerit și Geoinginerie"
- Semi-anualul AGH "Ingineria Mediului"
- Trimestrialul AGH "Mecanica"
- Semi-anualul AGH "Metallurgy and Foundry Engineering"
- Semi-anualul AGH "Automatica"
- Semi-anualul AGH "Forajul Nafta Gas"
- Anuarul AGH "Telecomunicația digitală, tehnologii și servicii"
- Anuarul AGH "Studii umaniste"
- Semi-anualul AGH "Luarea deciziilor în producție și servicii"
- Semi-anualul AGH "Economia managerială"
- Trimestrialul "Geomatics and Environmental Engineering"

## Galerie foto

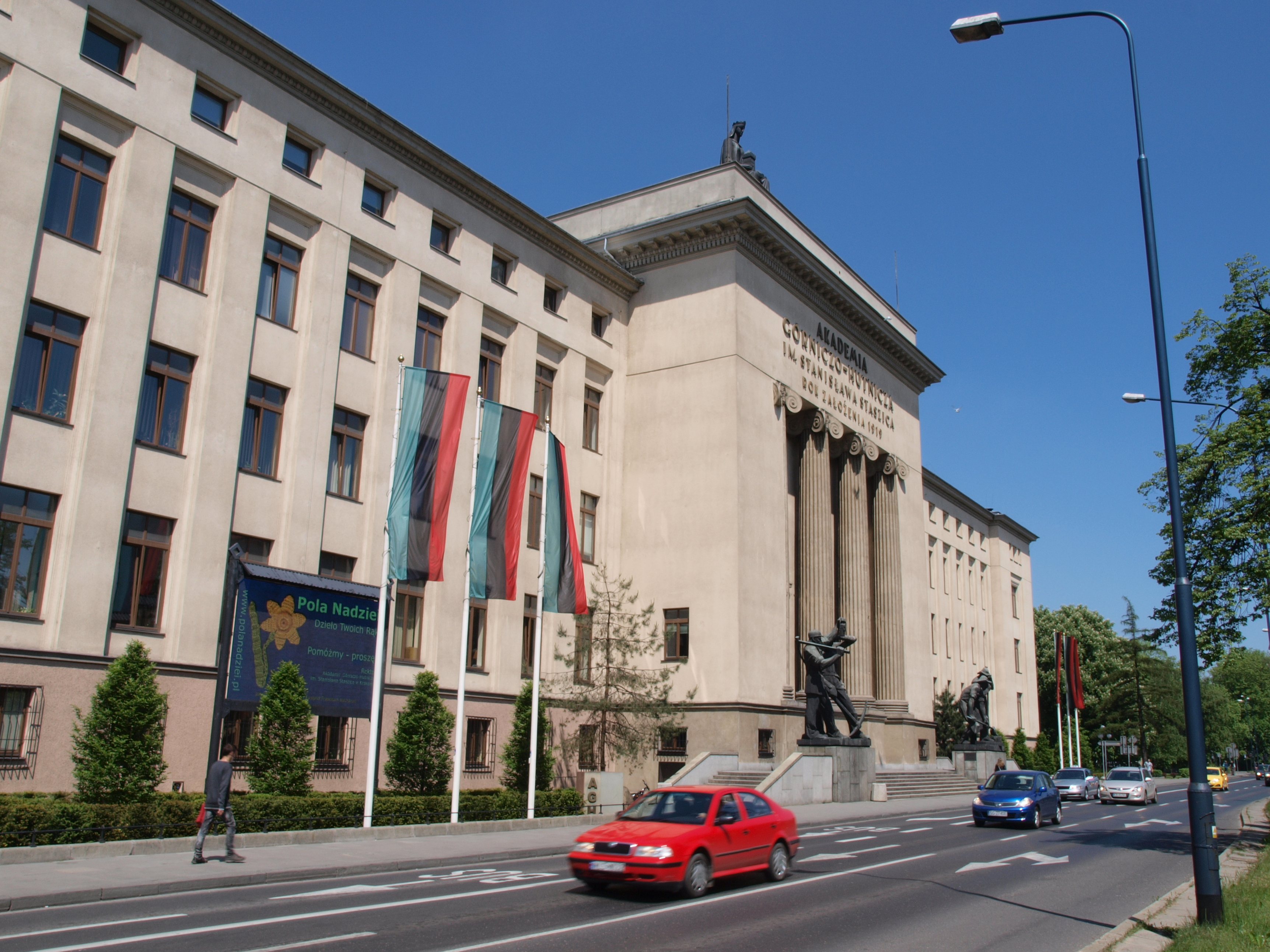
Blocul principal AGH, A0
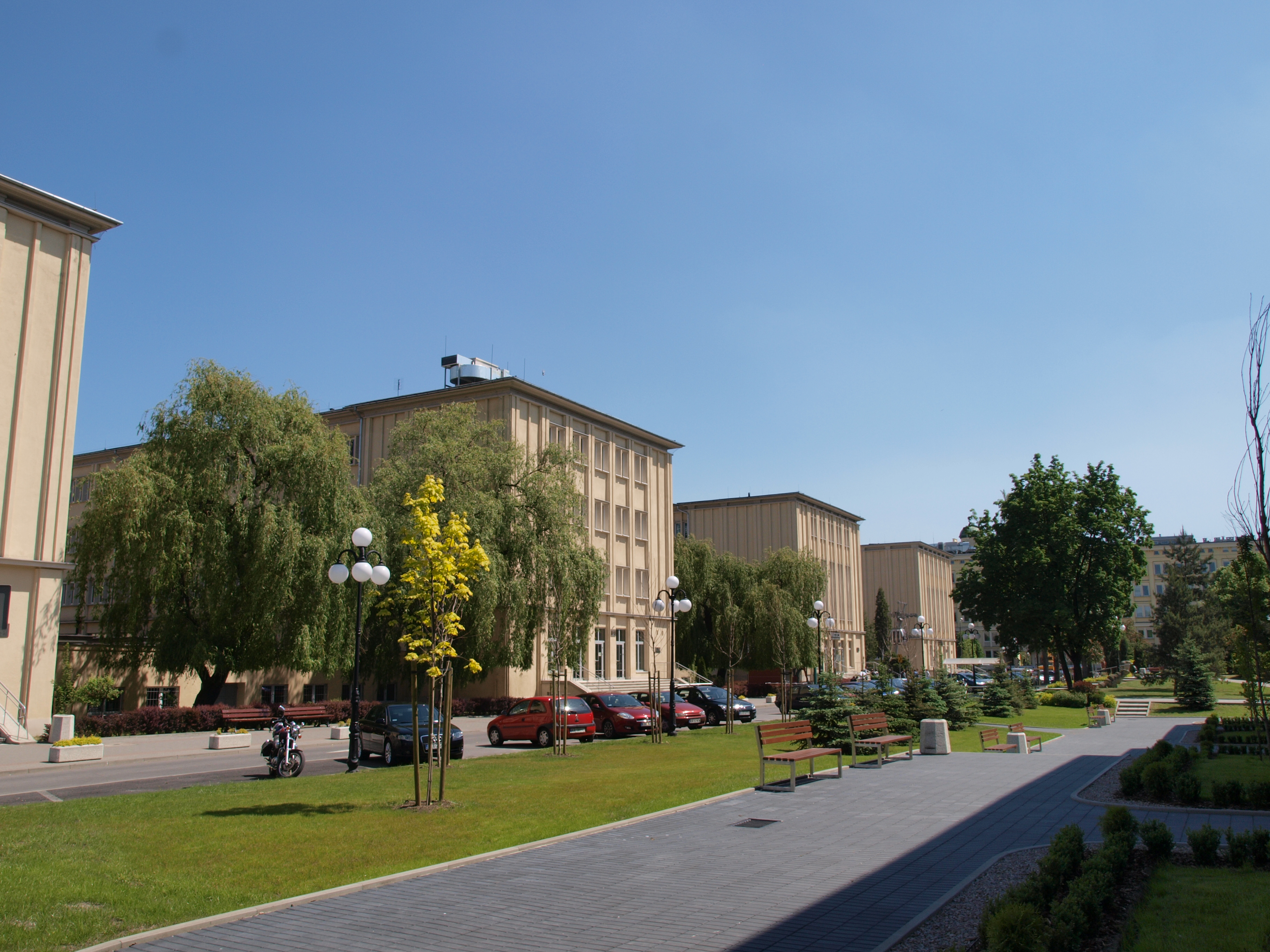
Campus AGH, blocurile B3, B2 și B1
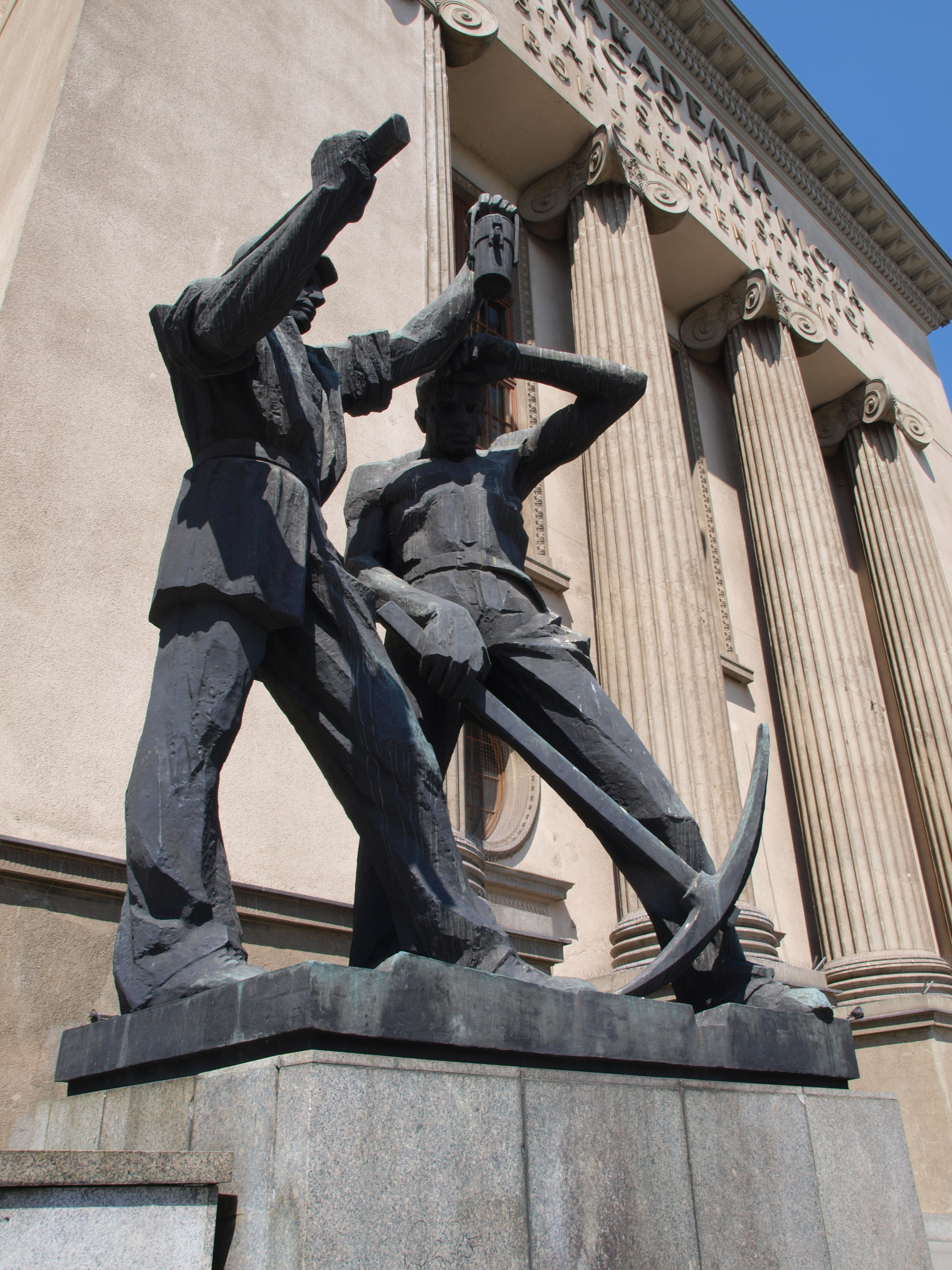
Monumentul minerilor în fața blocului A0
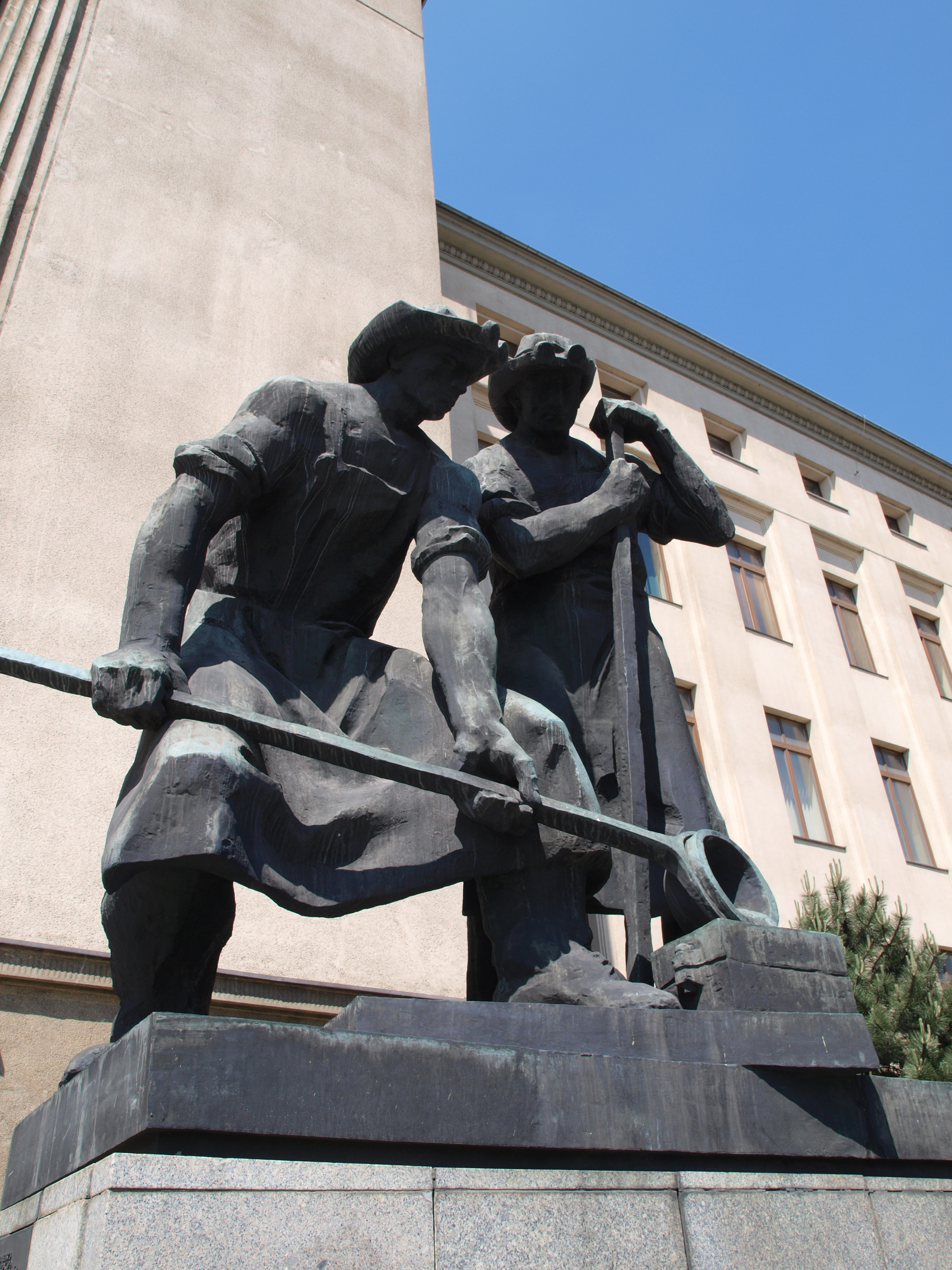
Monumentul metalurgiștilor în fața blocului A0
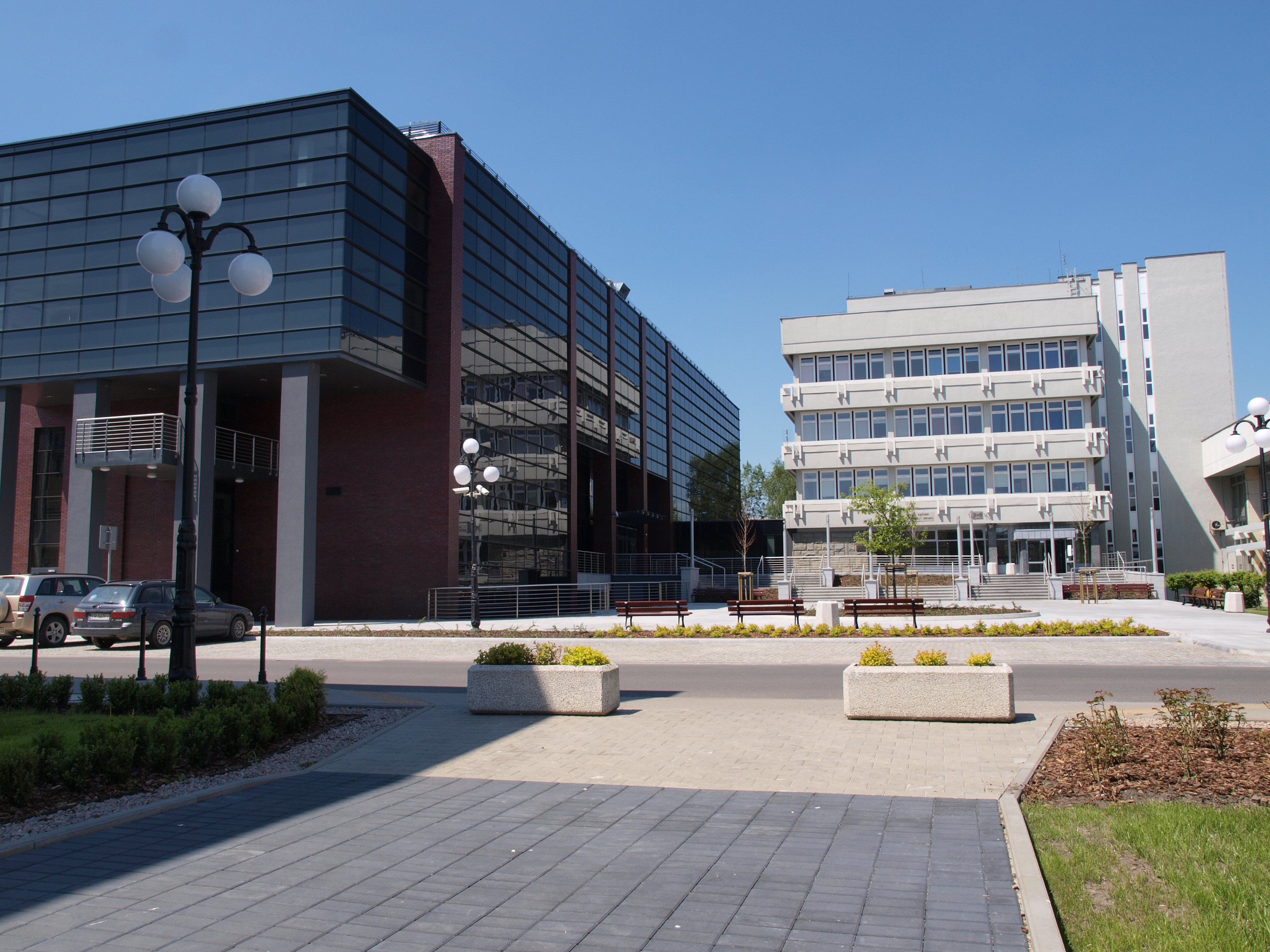
Blocurile Facultății de Ingineria Materialelor și Ceramicii
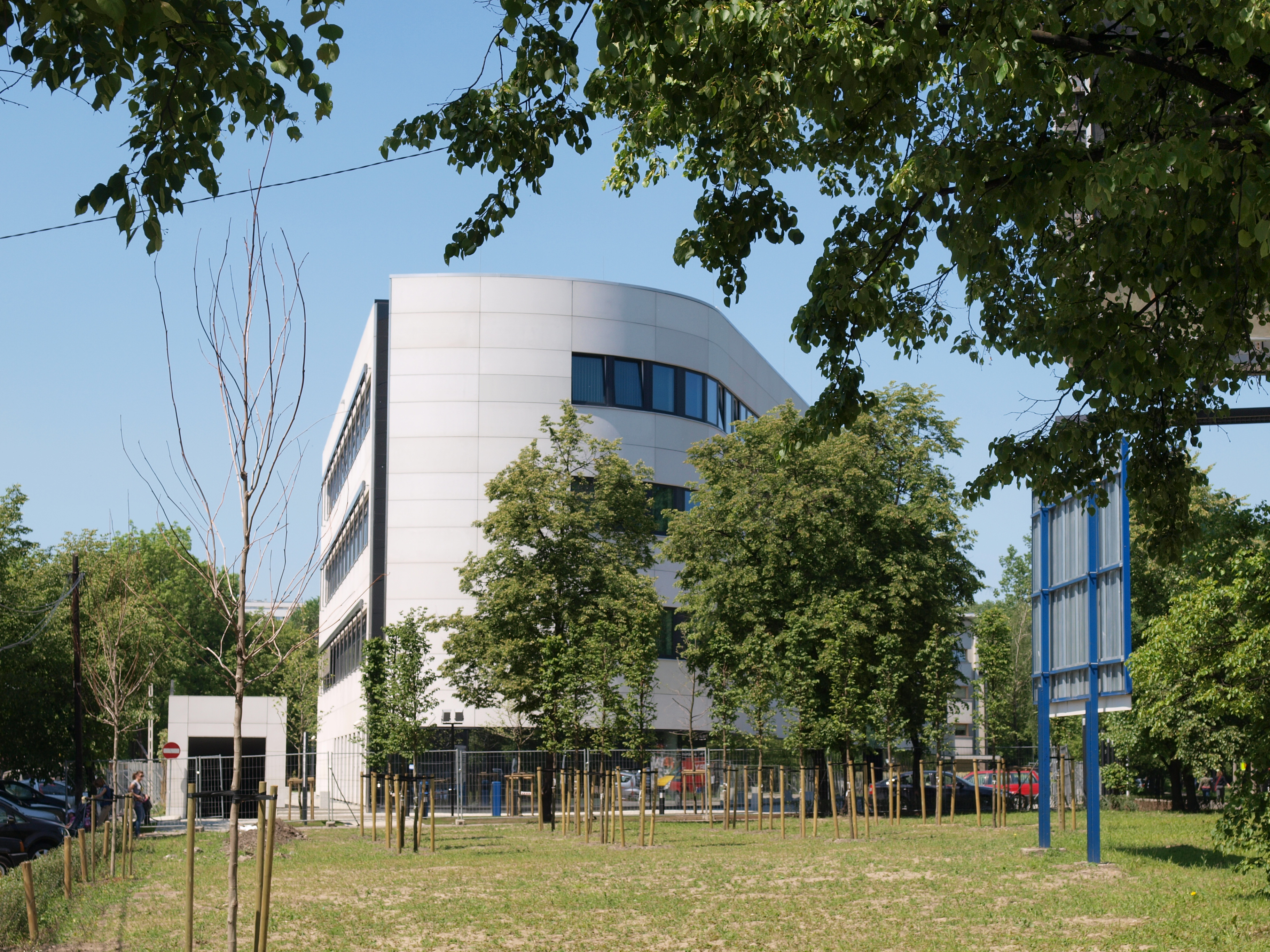
Blocul catedrei de informatică